# Альберто Буено
Альберто Буено (ісп. Alberto Bueno, нар. 20 березня 1988, Мадрид) — іспанський футболіст, нападник клубу «Порту».
Вихованець клубу «Реал Мадрид», проте в основі «вершкових» не закріпився і грав за «Реал Вальядолід», «Дербі Каунті» та «Райо Вальєкано», а також молодіжну збірну Іспанії. Переможець юнацького чемпіонату Європи (U-19) 2006 року.

## Клубна кар'єра

### «Реал Мадрид»
Вихованець футбольної школи клубу «Реал Мадрид». У сезоні 2005/06 року Буено забив 37 голів за 37 матчів за юнацьку команду і на наступний сезон був переведений до дубля, команди «Реал Мадрид Кастілья», провівши у другому Дивізіоні 31 гру.
У серпні 2007 року Буено підписав контракт з «Реалом» як професіонал для гри в першій команді. Тренер головної команди Бернд Шустер взяв гравця на передсезонну підготовку, під час якої команда зіграла товариський матч з московським «Локомотивом», в якому Буено і дебютував за «вершкових», але під час перерви його замінив інший гравець, Хав'єр Бальбоа.
30 серпня 2008 року у зв'язку з травмами кількох гравців основної команди, відбувся офіційний дебют Буено за «Реал» у матчі Кубка Іспанії. Це була домашня гра проти команди третього дивізіону «Реал Уніон» (2:3), а Буено вийшов на заміну на 82 хвилині замість Гонсало Ігуаїна. Альберто також зіграв і у матчі-відповіді, де через кілька хвилин після виходу на поле замість Ройстона Дренте, він забив гол, який допоміг команді здобути перемогу 4:3, проте за сумою двох матчів «Реал» все ж припинив виступ у турнірі. 22 листопада відбувся дебют Буено у Ла Лізі, де він також вийшов на заміну замість Рауля у матчі проти «Рекреатіво» (1:0), а за три дні молодий нападник дебютував і у Лізі чемпіонів, вийшовши замість Хав'єра Савіоли на останній хвилині гри проти білоруського БАТЕ (1:0). Всього того сезону футболіст зіграв у трьох матчах чемпіонату, двох матчах національного кубка (1 гол) і одному матчі Ліги чемпіонів.

### «Реал Вальядолід»
15 липня 2009 року Буено придбав «Реал Вальядолід», підписавши з ним контракт на 5 років, проте «Реал Мадрид», згідно з контрактом, ще мав можливість викупити гравця протягом двох років. Під час свого першого сезону в новій команді Альберто грав нерегулярно, а його клуб за підсумками сезону вилетів з Ла Ліги.
30 серпня 2010 року англійський клуб «Дербі Каунті» оголосив, що Буено буде орендований на гру проти «Куїнз Парк Рейнджерс». Ця операція була дуже близька до завершення у строки закриття трансферного вікна. А на наступний день виявилося, що гравець підписав контракт оренди терміном на один сезон. У складі англійців він дебютував у матчі проти «Шеффілд Юнайтед». Перші голи футболіста були забиті у вересні у ворота «Крістал Пелес», де він відзначився дублем, а в наступному місяці Буено вразив ворота «Престон Норт Енд». Завдяки хорошій грі в обох випадках він отримав звання найкращого футболіста матчу. Після багатообіцяючого початку Буено, і команда в цілому, погіршила результати протягом решти сезону, вигравши всього чотири з двадцяти шести матчів і опустилася з четвертого на 19 місце в чемпіонаті. Альберто за цей час забив лише два голи за сім місяців в програних матчах проти «Іпсвіч Таун» і «Норвіч Сіті». В кінці сезону менеджер «баранів» Браян Клаф заявив, що клуб не буде продовжувати співпрацю з гравцем. Всього за сезон в оренді Буено провів за команду 29 матчів в Чемпіоншіпі і забив 5 голів, після чого повернувся в «Вальядолід».
Після повернення Буено забив сім м'ячів у 32 іграх Сегунди і допоміг клубу повернутися у вищий дивізіон після двох років перерви. У Ла Лізі за наступний сезон він ще п'ять разів відзначався у воротах суперників і допоміг команді зберегти прописку в еліті.

### «Райо Вальєкано»
З 2013 року два сезони захищав кольори команди клубу «Райо Вальєкано». Граючи у складі «Райо Вальєкано» також здебільшого виходив на поле в основному складі команди. У складі «Райо Вальєкано» був одним з головних бомбардирів команди, маючи середню результативність на рівні 0,38 голу за гру першості. 28 лютого 2015 року він забив чотири голи за 14 хвилин в матчі чемпіонату проти «Леванте» (4:2) і став другим за швидкістю гравцем в історії іспанського чемпіонату, який зробив «покер». Швидше чотири голи за матч забив лише Бебету в 1995 році — за 6 хвилин.

### «Порту»
Влітку 2015 року на правах вільного агента перейшов у «Порту», де вже грали його співвітчизники Іван Маркано, Крістіан Тельйо, Ікер Касільяс та Хосе Анхель Вальдес, більшість з яких запросив іспанський наставник «драконів» Хулен Лопетегі.

## Виступи за збірні
2004 року дебютував у складі юнацької збірної Іспанії. Разом з нею був учасником юнацького чемпіонату Європи (U-19) 2006 року у Польщі, де іспанці стали переможцями турніру, а Буено з 5 голами (2 з них — у фіналі) став найкращим бомбардиром турніру. Всього взяв участь у 23 іграх на юнацькому рівні, відзначившись 18 забитими голами.
2007 року залучався до складу збірної Іспанії до 20 років на молодіжний чемпіонат світу в Канаді. На турнірі Буено зіграв у 4 матчах і у 1/8 фіналу забив гол у ворота бразильців, що допомогло іспанцям вийти до чвертьфіналу, де вони в серії пенальті поступились майбутнім фіналістам турніру чехам.

## Статистика виступів

### Статистика клубних виступів
| Сезон                       | Команда                     | Чемпіонат                   | Чемпіонат | Чемпіонат | Національний кубок | Національний кубок | Національний кубок | Континентальні кубки | Континентальні кубки | Континентальні кубки | Інші змагання | Інші змагання | Інші змагання | Усього | Усього |
| Сезон                       | Команда                     | Ліга                        | Ігор      | Голів     | Ліга               | Ігор               | Голів              | Ліга                 | Ігор                 | Голів                | Ліга          | Ігор          | Голів         | Ігор   | Голів  |
| --------------------------- | --------------------------- | --------------------------- | --------- | --------- | ------------------ | ------------------ | ------------------ | -------------------- | -------------------- | -------------------- | ------------- | ------------- | ------------- | ------ | ------ |
| 2008-09                     | «Реал Мадрид»               | ПД                          | 3         | 0         | КІ                 | 2                  | 1                  | ЛЧ                   | 1                    | 0                    | СІ            | —             | —             | 6      | 1      |
| 2009-10                     | «Реал Вальядолід»           | ПД                          | 20        | 1         | КІ                 | 1                  | 0                  | —                    | —                    | —                    | —             | —             | —             | 21     | 1      |
| 2010-11                     | «Дербі Каунті»              | Ч (ІІ)                      | 29        | 5         | КА+КЛ              | 0+0                | 0                  | —                    | —                    | —                    | —             | —             | —             | 29     | 5      |
| 2011-12                     | «Реал Вальядолід»           | СД (ІІ)                     | 32+2      | 7+0       | КІ                 | 0                  | 0                  | —                    | —                    | —                    | —             | —             | —             | 34     | 7      |
| 2012-13                     | «Реал Вальядолід»           | ПД                          | 33        | 5         | КІ                 | 2                  | 1                  | —                    | —                    | —                    | —             | —             | —             | 35     | 6      |
| Усього за «Реал Вальядолід» | Усього за «Реал Вальядолід» | Усього за «Реал Вальядолід» | 85+2      | 13        |                    | 3                  | 1                  |                      |                      |                      |               |               |               | 90     | 14     |
| 2013-14                     | «Райо Вальєкано»            | ПД                          | 37        | 11        | КІ                 | 4                  | 1                  | —                    | —                    | —                    | —             | —             | —             | 41     | 12     |
| 2014-15                     | «Райо Вальєкано»            | ПД                          | 36        | 17        | КІ                 | 0                  | 0                  | —                    | —                    | —                    | —             | —             | —             | 36     | 17     |
| Усього за «Райо Вальєкано»  | Усього за «Райо Вальєкано»  | Усього за «Райо Вальєкано»  | 67        | 27        |                    | 4                  | 1                  |                      |                      |                      |               |               |               | 71     | 28     |
| Усього за кар'єру           | Усього за кар'єру           | Усього за кар'єру           | 192       | 46        |                    | 9                  | 3                  |                      | 1                    | 0                    |               | —             | —             | 202    | 49     |

## Досягнення
- Переможець юнацького чемпіонату Європи (U-19): 2006
- Найкращий бомбардир юнацького чемпіонату Європи (U-19): 2006